# Châtelus-le-Marcheix
Châtelus-le-Marcheix ist eine Gemeinde in Frankreich. Sie gehört zur Region Nouvelle-Aquitaine, zum Département Creuse, zum Arrondissement Guéret und zum Kanton Le Grand-Bourg. Die Bewohner nennen sich Castelmarchois. 

## Geografie
Sie grenzt im Norden an Arrènes, Mourioux-Vieilleville und Ceyroux, im Osten an Saint-Dizier-Masbaraud mit Saint-Dizier-Leyrenne und Masbaraud-Mérignat, im Süden an Montboucher und Saint-Pierre-Chérignat, im Südwesten an Les Billanges und im Westen an Saint-Goussaud.
Die Quartiere der Gemeinde Châtelus-le-Marcheix heißen Arsouze, La Barre, Beaumont, Boisseux, Les Bruges, Les Cards, Le Châtaignaud, Chauverne-Neyre, Chez Teveny, Les Cinq-Routes, Clamont, La Clupte, Les Côtes, Garnaud, Laleuf, Lauge, Le Levadoux, Lignat, Maisonneix, Malmouche, Manerbe, Le Masginier, Le Masmillier, Le Mastonin, Montsergue, Moras, Mournetas, Palotas, Peyrusse, Las Pradas, Randonneix, La Roche, Saint-Aleix, Tournaud, Tourtoueroux, Les Vergnauds, Villechabrolle, Villemaumy, Villemonteix und Villepigue.

## Bevölkerungsentwicklung
| Jahr      | 1962 | 1968 | 1975 | 1982 | 1990 | 1999 | 2008 | 2012 |
| --------- | ---- | ---- | ---- | ---- | ---- | ---- | ---- | ---- |
| Einwohner | 794  | 647  | 495  | 447  | 375  | 356  | 365  | 350  |

## Sehenswürdigkeiten
- Kirche Mariä Himmelfahrt (Église de l'Assomption de la Vierge), ein Monument historique

## Persönlichkeiten
- Pierre Michon (* 1945), Schriftsteller